# 지리산휴게소
지리산휴게소(Jirisan Service Area)는 전북특별자치도 남원시 아영면에 위치한 광주대구고속도로의 고속도로 휴게소이다. 양방향 모두 휴게소가 존재한다. 광주방향의 주소는 광주대구고속도로 75, 대구방향의 주소는 광주대구고속도로 76 이다, 1984년에 88올림픽고속도로 개통과 동시에 개소했으며, 2011년에 새로 휴게소 건물을 건설하였다. 대구 방향에는 88올림픽고속도로 개통을 기념한 준공 기념탑이 있다.

## 시설

### 광주방향
- 주차장
- 화장실
- 수유실
- 매점
- 브랜드 매장 : 할리스
- 농산품판매장
- 현금 자동 입출금기
- 하이패스 충전기
- 전기차충전소
- 정유소 : 알뜰주유소
- LPG충전소 : SK가스

### 대구방향
- 주차장
- 화장실
- 수유실
- 편의시설: (샤워실, 세탁실)
- 매점
- 브랜드 매장 : 할리스, 던킨도너츠
- 농산품판매장
- 현금 자동 입출금기
- 하이패스 충전기
- 전기차충전소
- 정유소 : 알뜰주유소
- LPG충전소 : GS칼텍스

## 전후
광주 방향
- 동남원 나들목→지리산휴게소→지리산 나들목
- 남원휴게소→지리산휴게소→ 함양산삼골동서만남의광장휴게소

대구 방향
- 동남원 나들목←지리산휴게소←지리산 나들목
- 남원휴게소←지리산휴게소←함양산삼골동서만남의광장휴게소